# Total Wine & More
Retail Services & Systems, Inc. är ett amerikanskt detaljhandelsföretag som driver 213 alkoholbutiker under namnet Total Wine & More i 26 amerikanska delstater för den 18 mars 2021. De säljer främst spritdrycker, viner och öl men även bland annat cigarrer. Butikskedjan är USA:s största i sin bransch.
Total Wine & More har sitt ursprung från 1985 när David Trone startade upp alkoholbutiker under namnet Beer and Pop Warehouse i Pittsburgh i Pennsylvania. Butikskedjan bytte senare namn till Beer World. De drogs dock med rättsliga problem med delstaten Pennsylvania på grund av att delstatens alkohollag förbjöd individer att äga fler än en alkoholbutik per person och att sälja öl som en lågprisvara. Trone lät då sina släktingar och vänner stå som ägare på alkoholbutikerna men det gillades dock inte av delstaten. Efter långdragna och kostsamma rättsprocesser lämnade han Pennsylvania och flyttade till Delaware. 1991 öppnade han, tillsammans med sin bror Robert Trone, en alkoholbutik med namnet Liquor World i Claymont. 1998 köpte man det Richmond-baserade butikskedjan Total Beverage och man beslutade samtidigt att byta till det nuvarande namnet. Den 6 november 2018 blev David Trone, som demokrat, vald att representera det 6:e distriktet i Maryland i USA:s representanthus. Den 3 november 2020 blev Trone återvald för en till mandatperiod i representanthuset.
Huvudkontoret ligger i Bethesda i Maryland.